# Salmacis

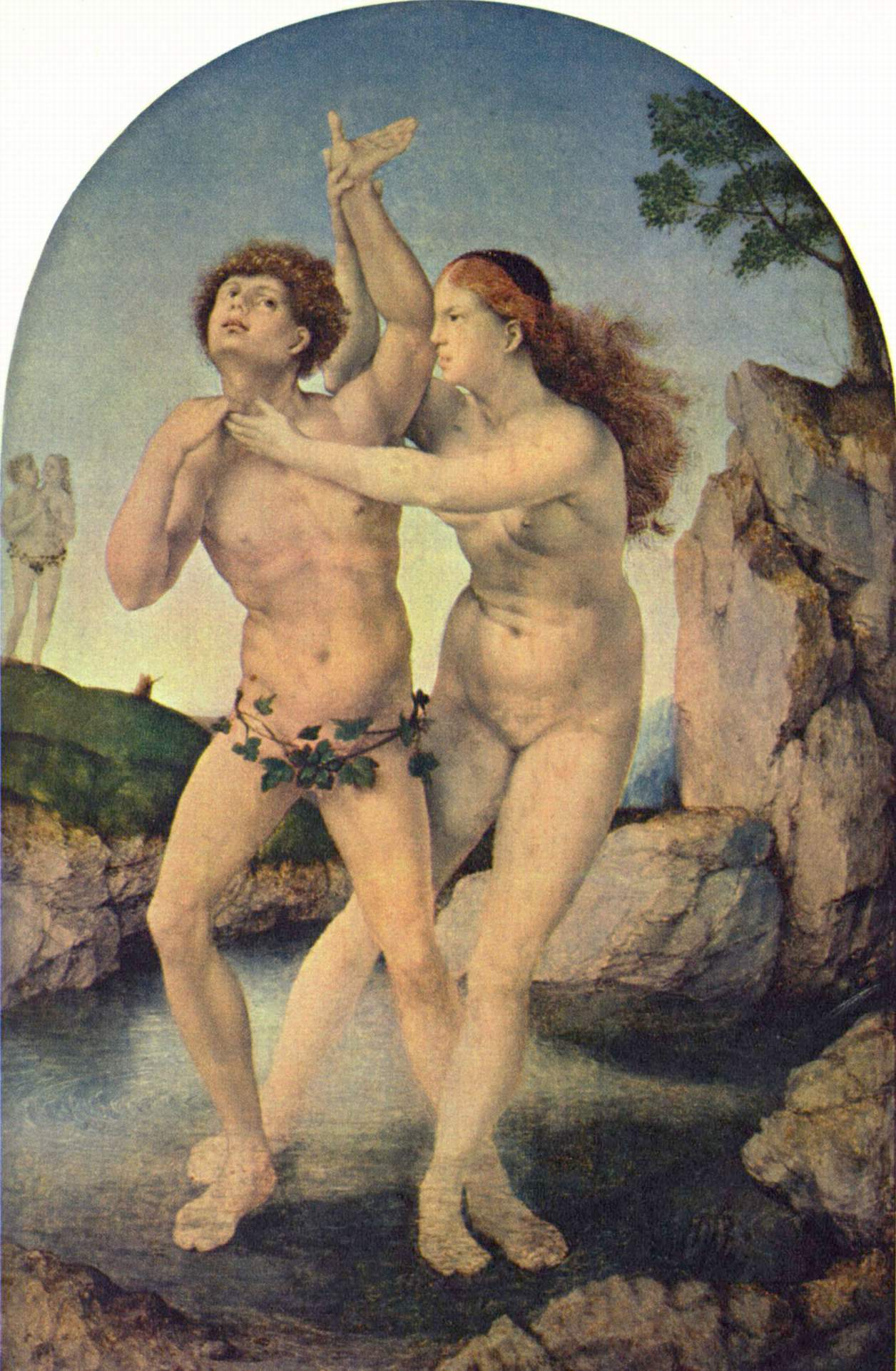
Salmacis y Hermafrodito.

En la mitología griega, Salmacis o Salmácide (en griego Σαλμακίς, Salmakís) era una ninfa náyade epónima de la fuente Salmacis de Halicarnaso que se prendó de Hermafrodito.
Salmacis era una de las ninfas desconocidas para Diana que dedicaba el rato a recoger flores. Sus hermanas le recriminaban que dejara de estar tan ociosa. Salmacis vivía en el lago y se enamoró de él al verle inmediatamente; sin embargo, él la intentó rechazar. Un día Hermafrodito se desvistió y se lanzó a nadar al lago donde vivía Salmacis, que se abrazó a él forcejeando mientras rogaba que nunca se separaran, y fueron inútiles los esfuerzos de él por escapar de los brazos de ella, que rogaba a los dioses que nunca los separaran; los dioses le concedieron su deseo, y ambos cuerpos se fusionaron en uno. Hermafrodito, por su parte, suplicó a los dioses que todo aquel que se bañara en ese lago corriera su misma suerte, privando así de la virilidad o de la feminidad a quien se bañase; los dioses le concedieron su petición.